# Callia azurea
Callia azurea är en skalbaggsart som beskrevs av Audinet-serville 1835. Callia azurea ingår i släktet Callia och familjen långhorningar. Inga underarter finns listade.